# Francesco de Vico
Francesco de Vico (ur. 19 maja 1805 w Macerata (Włochy), zm. 15 listopada 1848 w Londynie) – jezuita i astronom włoski. Jego nazwisko pisze się czasem:
De Vico, DeVigo albo DeVico.

## Życiorys
Wstąpił do Towarzystwa Jezusowego w roku 1823 i złożył śluby w 1837. W następnym roku powierzono mu kierownictwo Obserwatorium Kolegium Rzymskiego (Collegio Romano), gdzie był profesorem matematyki i astronomii. Interesował się kometami i podczas obserwacji mgławic odkrył (między rokiem 1844 a 1847) sześć komet, z których pierwsza, dziś znana jako 54P/de Vico-Swift-NEAT, była także pierwszą noszącą nazwisko Włocha. Następna kometa, która nosi jego nazwisko to 122P/de Vico. Komety odkryte przez de Vico przyniosły mu sławę odkrywcy i dopiero w roku 2008 Andrea Boattini wsławił się jako odkrywca siedmiu komet. De Vico odkrył także niezależnie kometę C/1847 T1, która została w istocie zaobserwowana dwa dni wcześniej przez amerykańską astronomkę M. Mitchell. Z racji na czas potrzebny na dotarcie tej informacji do Europy, odkrycie to było przypisane początkowo de Vico, za co otrzymał nagrodę króla Danii.
De Vico obserwował także Saturna i struktury jego pierścieni. Prawdopodobnie jako pierwszy zaobserwował zjawisko znane dziś jako Przerwa Enckego. Z sukcesem precyzyjnie wyznaczył okres obrotu Wenus. Nosił się z zamiarem stworzenia atlasu gwiazd aż do 11mag. W czasie rewolucji we Włoszech w 1848 roku został zmuszony do zaprzestania swoich badań. Nie zgodził się na pozostanie w Rzymie i dołączył do wygnanych jezuitów, podróżując do Paryża, Londynu i USA, gdzie został przyjęty przez prezydenta. To życzliwe spotkanie zaowocowało jego pracą w Georgetown College. Postanowił jednak wrócić do Europy, aby nakłonić do współpracy jednego ze swoich kolegów, jednak trudy podróży okazały się zbyt wielkie i zmarł w Londynie tego samego roku.
Krater księżycowy De Vico i planetoida (20103) de Vico noszą także jego nazwisko, jak również obserwatorium astronomiczne mieszczące się w okolicy Monte d'Aria w gminie Serrapetrona.

## Źródła zewnętrzne
- MNRAS 9 (1849) 65